# انتخابات مجلس الأمن التابع للأمم المتحدة 2004
أُجريت انتخابات مجلس الأمن التابع للأمم المتحدة لعام 2004 في 15 أكتوبر 2004 في مقر الأمم المتحدة في مدينة نيويورك خلال الدورة التاسعة والخمسين للجمعية العامة للأمم المتحدة. انتخبت الجمعية العامة الأرجنتين والدنمارك واليونان واليابان وتنزانيا أعضاءً غير دائمين في مجلس الأمن التابع للأمم المتحدة لمدة سنتين تبدأ في 1 يناير 2005.

## القواعد
يتألف مجلس الأمن من 15 مقعدًا، يشغلها خمسة أعضاء دائمين وعشرة أعضاء غير دائمين. وفي كل عام، يتم انتخاب نصف الأعضاء غير الدائمين لمدة عامين.   ولا يجوز للعضو الحالي أن يترشح على الفور لإعادة انتخابه. 
وفقًا للقواعد التي يتم بموجبها تناوب المقاعد العشرة غير الدائمة في مجلس الأمن بين الكتل الإقليمية المختلفة التي تقسم إليها الدول الأعضاء في الأمم المتحدة تقليديًا لأغراض التصويت والتمثيل،  يتم تخصيص المقاعد الخمسة المتاحة على النحو التالي: 
- مقعد للدول الإفريقية
- مقعد لبلدان المجموعة الآسيوية (الآن مجموعة آسيا والمحيط الهادئ)[6]
- مقعد لأمريكا اللاتينية ومنطقة البحر الكاريبي
- مقعدان لمجموعة دول أوروبا الغربية ودول أخرى

## المرشحون
وقبل التصويت، أخذ الكلمة ممثل إريتريا ليسحب ترشيح بلده رسميا. وبالتالي، سيتم انتخاب جميع المقاعد المتاحة دون أي منافسة جدية. وبذلك حصل المرشحون الخمسة المعلنون بسهولة على أغلبية الثلثين المطلوبة في الجمعية العامة.

## النتائج
وتم التصويت بالاقتراع السري. بالنسبة لكل مجموعة جغرافية، يمكن لكل دولة عضو التصويت لصالح أكبر عدد ممكن من المرشحين الذين سيتم انتخابهم. وكان هناك 189 بطاقة اقتراع في كل من الانتخابات الثلاثة.

### المجموعتين الأفريقية والآسيوية
- جمهورية تنزانيا المتحدة 186
- اليابان 184
- بوتان 1

### مجموعة أمريكا اللاتينية ومنطقة البحر الكاريبي
- الأرجنتين 188
- ممتنعون 1

### مجموعة أوروبا الغربية ودول أخرى
- اليونان 187
- الدنمارك 181

## روابط خارجية
- وثيقة الأمم المتحدة A/59/PV.32 السجلات الرسمية للإجراءات
- بيان صحفي لوثيقة الأمم المتحدة GA/10278
- مركز أخبار الأمم المتحدة